# Onda verde (semaforo)

Lanterne semaforiche di onda verde

L'onda verde è una tipologia di semafori elettronici sincronizzati, che permettono al conducente della vettura di percorrere un tratto di strada con più incroci trovando sempre via libera.
Se un veicolo si muove ad una velocità prossima a quanto consigliato dal numero indicato dalla particolare lanterna semaforica, troverà tutti i semafori verdi agli incroci successivi. Questo permette una maggiore fluidità del traffico riducendo rumore e consumi energetici, e quindi minore inquinamento, in quanto saranno necessarie meno frenate ed accelerazioni. Nella pratica però, solamente una piccola percentuale di auto può utilizzare l'onda verde, prima che allo scadere del tempo concesso al verde i semafori cedano il passo ai flussi di traffico nelle altre direzioni.
Il coordinamento dei segnali può essere fatto dinamicamente e automaticamente, utilizzando sensori per monitorare i flussi di traffico, o utilizzando appositi timer calibrati utilizzando statistiche di traffico. In determinate circostanze, l'onda verde potrebbe essere attivata solamente in alcuni momenti della giornata, anche se questo ne aumenterebbe la complessità a scapito dell'usabilità, e solo le strade ad alto traffico potrebbero avere un reale beneficio dal servizio.

## Svantaggi

Le vetture che procedono più lentamente della velocità consigliata potrebbero inficiare il meccanismo di fluidificazione del traffico, generando code di veicoli dietro di loro. Anche le vetture veloci potrebbero essere intralciate dall'onda verde, perché non essendo sincronizzati con la velocità consigliata potrebbero trovarsi spesso con il semaforo rosso. Quest'ultimo problema può essere mitigato in paesi in cui, a differenza dell'Italia, l'imminente verde sia preannunciato ai guidatori con la doppia luce rossa+arancione pochi secondi (solitamente un paio) prima del verde (come nell'animazione a lato). In tal caso il guidatore che si approssimi ad un semaforo rosso che stia per concedergli di transitare potrà adeguare la propria decelerazione alla situazione, anziché fermarsi completamente per poi dover riaccelerare.
Il sistema può essere applicato generalmente in una sola direzione, mentre quella opposta avrà frequenti arresti ed attese (cosiddetta onda rossa). Per questo motivo viene utilizzato in contesti in cui è possibile influenzare e dare priorità ad un certo flusso di traffico (per es. in uscita dalla città in ore di punta). Solo in rari casi è possibile l'applicazione in tutti e due i sensi.
L'onda verde in due direzioni è possibile soltanto quando la distanza fra due semafori è superiore ad un certo rapporto: lunghe fasi di verde o semafori molto distanziati. Per es. in una tempistica di 90 secondi ed una velocità consigliata di 50 km/h sono 625 metri, nel caso di 70 secondi alla stessa velocità si tratta di 486 metri.
I moderni impianti semaforici hanno in modo crescente fasi variabili, in relazione al traffico, e ciò rende praticamente impossibile l'indicazione della velocità consigliata per l'onda verde.
Il sistema è più diffuso negli USA grazie alla svolta a destra consentita anche con semaforo rosso e corsie ad hoc per la svolta a sinistra. Nelle città Europee, dove per ragioni storiche urbanistiche gli spazi sono talvolta limitati, è necessaria una attenta verifica di opportunità tecnica.